# ルキ (都市)
座標: 北緯41度51分 東経24度49分 / 北緯41.850度 東経24.817度

ルキ
Лъкиルキ ブルガリア内のルキの位置

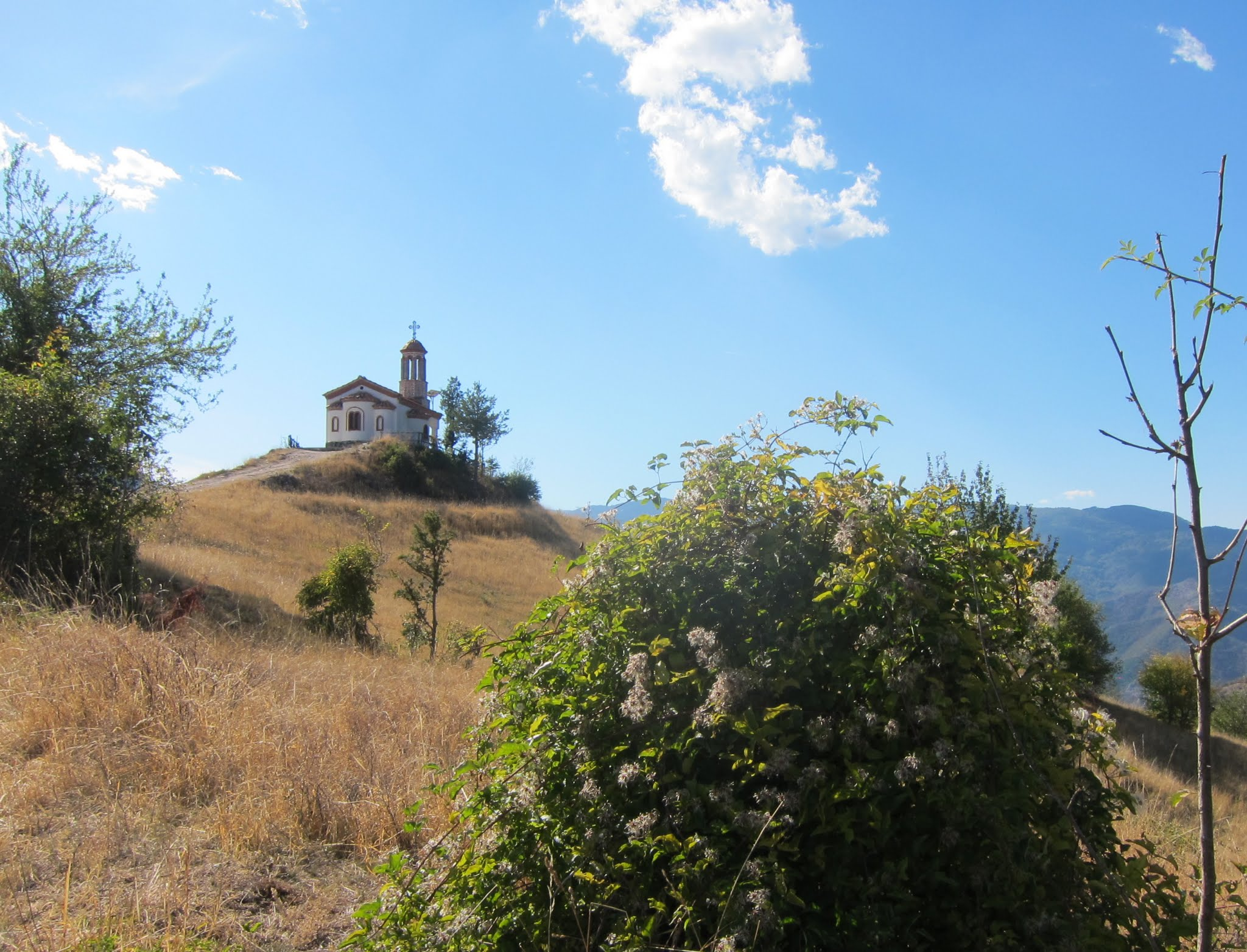
ルキにあるチャペル

ルキ（ブルガリア語: Лъ̀ки / Laki）あるいはラキは、ブルガリア中南部にある自治体、およびそれを中心とした基礎自治体である。2012年時点で自治体全域の人口は3307人である。ロドピ山脈の中にあり、プロヴディフからは南に54キロメートル、スモリャンからは北に88キロメートルに位置している。鉛・亜鉛の製錬や繊維製造の他、林業が主要産業である。
ルキ基礎自治体の面積は290.5平方キロメートルであり、うち70%が濃密な森林に覆われている。周囲を取り巻く山と渓谷により自然豊かな景色が作り出されている。森林は多種の野生生物を育んでおり、一部は保護区に指定されている。域内は鉛や亜鉛の鉱脈に恵まれ、鉱業は人口の3分の1が従事する市の基幹産業である。

## 町村
ルキ基礎自治体（Община Лъки）にはその中心であるルキをはじめとする、以下の町村（集落）が存在している。
| - Балкан махала - Белица - Борово - Джурково - Дряново - Здравец | - Крушово - Лъкавица - Лъки - Манастир - Югово |